# Nutrition médicale

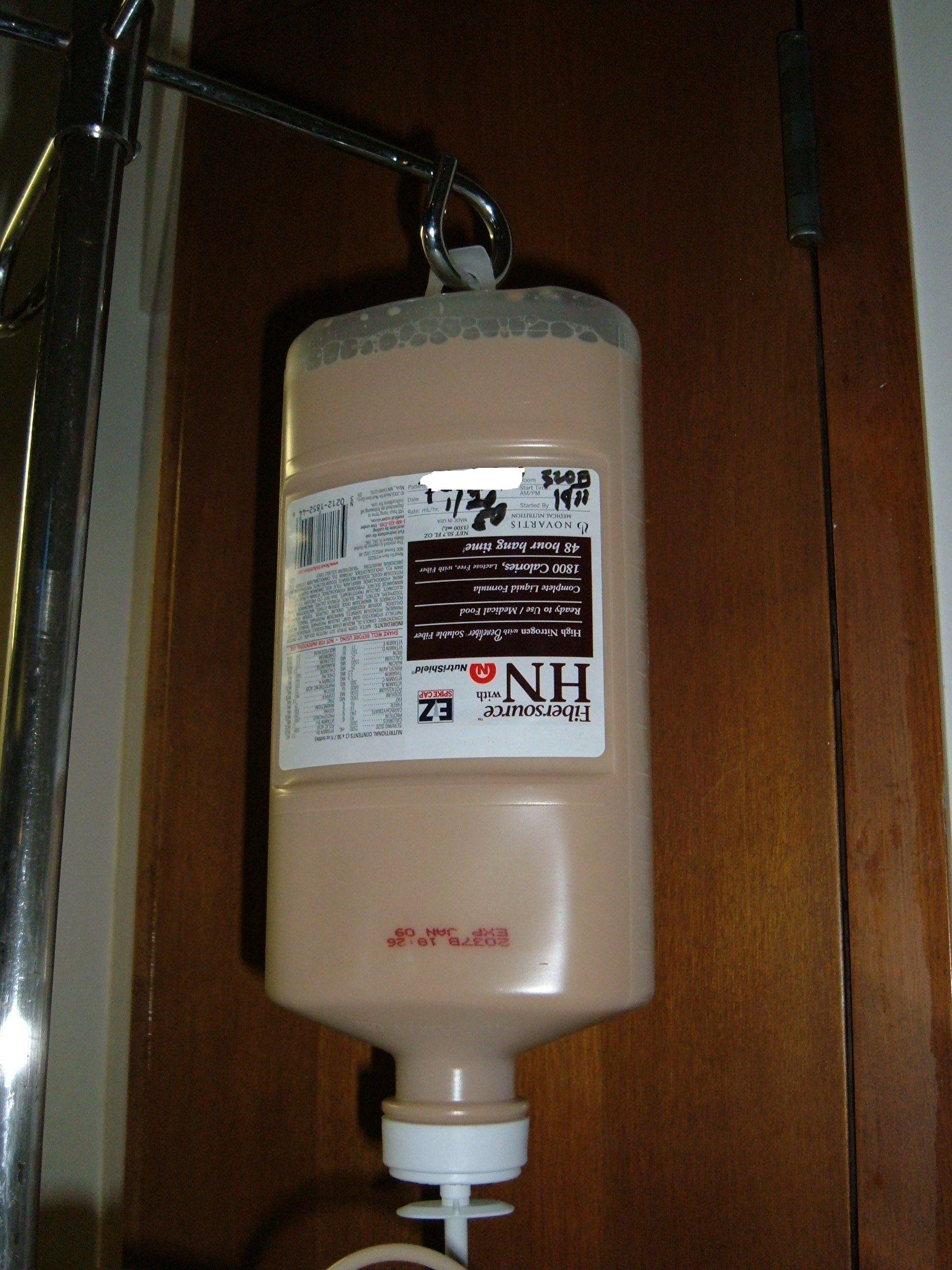
Aliment médical Novartis Fibersource HN

La nutrition médicale regroupe l'ensemble des aliments  qui s'intègrent dans des protocoles de soin. Les produits vendus dans les hôpitaux et en pharmacie s'adressent aux personnes âgées, aux malades, aux enfants et aux patient atteints de troubles métaboliques, contrairement aux alicaments qui visent davantage la prévention que la thérapie.
La nutrition médicale n'a pas vocation à soigner mais à apporter des solutions complémentaires aux médicaments. 
Elle représente également un marché porteur en raison du vieillissement de la population, de l'augmentation du nombre d'allergies, de cancers, de personnes atteintes par la maladie d'Alzheimer, de diabète ou qui souffrent de malnutrition.
Le marché est d'ailleurs estimé à 8 milliards de dollars, avec une marge de progression de + 12 % par an entre 2005 et 2010. 
En 2009, Nestlé enregistre 3,8 milliards d'euros de chiffre d'affaires dans le domaine de la Nutrition médicale et infantile, contre 1,2 milliard d'euros pour la branche médicale. 